# We Keep on Rockin'
We Keep on Rockin' è un singolo del gruppo musicale eurodance svedese Alcazar, pubblicato il 29 aprile 2008 dall'etichetta discografica Universal.
La canzone che ha dato il titolo al singolo è stata scritta e prodotta da Anders Hansson ed è stata estratta come primo singolo dall'album Disco Defenders.
Il singolo ha riscosso un buon successo in Svezia, raggiungendo la quarta posizione della classifica dei singoli locale.

## Tracce
1. We Keep on Rockin' (Radio Edit) - 3:36
2. We Keep on Rockin' (Extended Mix) - 6:36
3. We Keep on Rockin' (FL Club Mix) - 3:50
4. We Keep on Rockin' (FL On the Rocks Version) - 3:09
5. We Keep on Rockin' (Belotto & Cabrera Club Mix) - 4:28

## Classifiche
| Classifica (2008) | Posizione raggiunta |
| ----------------- | ------------------- |
| Svezia            | 4                   |